# Miwa Harimoto
Miwa Harimoto (Sendai, 16 juni 2008) is een Japanse professioneel tafeltennisser. Ze speelt rechtshandig, met de shakehandgreep. Haar moeder Zhang Ling is een Chinese tafeltennisspeler die naar Japan emigreerde voordat haar kinderen geboren werden. Haar broer Tomokazu is ook professioneel tafeltennisser.

## Belangrijkste resultaten
- Zilver op de wereldkampioenschappen tafeltennis 2024 in Busan met het Japanse team